# Chituru Odunze
Chituru Odunze, né le 14 octobre 2002 à Raleigh, est un joueur américain de soccer qui évolue au poste de gardien de but au Charlotte FC en MLS.

## Biographie

### Parcours en club
Né à Raleigh, en Caroline du Nord,, Odunze déménage à Londres avec sa famille alors qu'il n'a pas encore 2 ans, commençant à jouer au football dans plusieurs clubs anglais avant de rejoindre l'académie de Chelsea,,,. Il déménage ensuite à Calgary au Canada à l'âge de onze ans, jouant alors dans plusieurs équipes locale,. Il fait également un essai avec l'équipe galloise de Cardiff City à cette époque, s'entraînant avec l'équipe première alors qu'il n'a que quatorze ans,, il rejoint toutefois finalement l'académie des Whitecaps de Vancouver à partir de la saison 2018.
Devenu entre temps un joueur régulier avec l'équipe reserve des Whitecaps et équipe de jeunes américaine, Odunze débarque à nouveau en Angleterre en août 2019, étant transféré définitivement au Leicester City FC de Claude Puel,,. Rapidement, il commence à s'entraîner régulièrement avec l'équipe senior des Foxes, alors qu'il n'a toujours pas 18 ans.
Le 2 août 2023, Chituru Odunze est transféré au Crown Legacy, équipe réserve du Charlotte FC, une franchise de Major League Soccer.

### Parcours en sélection
Possédant à la fois la nationalité américaine, britannique et canadienne,,,,, Odunze est éligible pour les deux sélections nord-américaines mais aussi pour l'Angleterre ayant grandis à Londres, et le Nigéria, pays dont il possède des origines,.
Il est appelé en équipe du Canada des moins de 15 ans en 2017, mais représente finalement plus tard les États-Unis avec les moins de 17 ans et des moins de 20 ans,,. Avec les États-Unis il prend part au championnat continental des moins de 17 ans,, où il est titulaire en poule contre la Barbade et en demi-finale contre le Canada, avant d'assister sur le banc à la défaite des siens contre le Mexique en finale ; puis il participe à la Coupe du monde qui suit en 2019, y disputant deux matchs en phase de groupe, les américains ne se qualifiant pas pour les phases finales,.
Le 2 novembre 2020, Chituru Odunze est appelé en sélection américaine pour la première fois par le sélectionneur Gregg Berhalter pour participer à un rassemblement d'une semaine avec deux matchs amicaux,  face au pays de Galles puis contre le Panama,, sans que le jeune gardien n'y fasse toutefois ses débuts.
Il est à nouveau convoqué en mars 2021, pour les marches des Yanks contre la Jamaïque et l'Irlande du Nord,.

## Palmarès
| États-Unis -17 ans - Championnat CONCACAF des moins de 17 ans - Vice-champion en 2019 (en) |